# Саничанин, Синиша
Синиша Саничанин (босн. Siniša Saničanin; родился 24 апреля 1995 в Приедоре, Босния и Герцеговина) — сербский и боснийский футболист, защитник сборной Боснии и Герцеговины.

## Карьера
Родился в Приедоре. Начал карьеру в местном «Рударе» в 2013 году. В своём первом сезоне сыграл лишь 2 матча, из которых только в одном вышел в стартовом составе. По окончании молодёжной карьеры Синишы «Рудар» вылетел в первую лигу Республики Сербской. Там Синиша стал игроком основы и регулярно выходил на поле в стартовом составе. Сыграл 22 матча и забил 1 гол в первой лиге и три матча в кубке. Следующим клубом Саничанина стал «Борац». В его составе Синиша сыграл 18 матчей и забил 1 гол в чемпионате. В зимний перерыв 2015/16 был на просмотре в «Удинезе» и белградском «Партизане». Также несколько дней тренировался с клубом «Борац» (Чачак), но в итоге 22 января подписал контракт с клубом «Младост» (Лучани). В последний день летнего трансферного окна 2017, Саничанин подписал трёхлетний контракт с сербской «Войводиной».